# Obiadokolacja

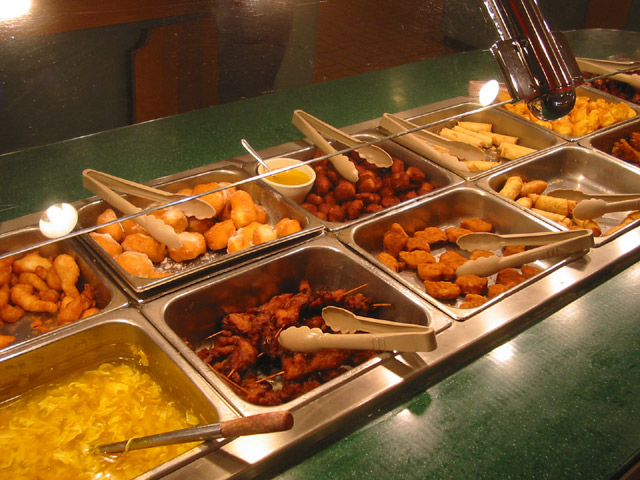
przykładowa obiadokolacja (tutaj potrawy ciepłe)

Obiadokolacja – pojęcie najczęściej spotykane w branży hotelarskiej, oznaczające posiłek, który łączy elementy obiadu i kolacji. Jest zwykle serwowany późnym popołudniem lub wczesnym wieczorem, zazwyczaj między godziną 16:00 a 19:00. Z takiej opcji często korzystają wycieczki zorganizowane, których uczestnicy spędzają cały dzień na zwiedzaniu i wracają do hotelu dopiero późnym popołudniem. Tego typu posiłek może być bardziej sycący i obfity niż standardowa kolacja, zbliżając się swoim charakterem do obiadu, ale jednocześnie może być lżejszy i mniej formalny. Połączenie dwóch posiłków w jeden jest praktyczne i pozwala zaoszczędzić czas.
Obiadokolacja często składa się z dań, które można spotkać zarówno podczas obiadu, jak i kolacji. Mogą to być zupy, dania główne z mięsem lub rybą, ziemniaki, warzywa i sałatki, a także desery. W kontekście wyjazdów i wycieczek, zwłaszcza w ofertach hotelowych, obiadokolacja oznacza posiłek, który goście mogą spożyć w ramach opcji wyżywienia (HB, HP), zazwyczaj po powrocie z całodziennej aktywności.